# Prima Divisione 2023-2024 (Libano)
La Prima Divisione 2023-2024 (in arabo الدوري اللبناني الدرجة الأولى 2023-2024‎?) è stata la 64ª edizione della massima serie del campionato di calcio libanese. Il campionato è iniziato il 4 agosto 2023 ed è terminato il 30 giugno 2024.
La squadra campione in carica era l'Al-Ahed, al suo nono titolo nazionale. Il titolo è stato vinto dal Nejmeh.

## Stagione

### Novità
Dalla stagione precedente sono retrocesse in seconda divisione Salam Zgharta e Akhaa Ahli Aley, ultime due classificate del girone retrocessione.
Dalla seconda divisione sono state invece promosse Ahly Nabatiye e Racing Beirut, prime due classificate della stagione 2022-2023.

### Formula
Le 12 squadre partecipanti giocano un girone all'italiana di sola andata, per un totale di 11 giornate. Al termine della stagione regolare le prime 6 squadre si qualificano per il girone scudetto mentre le ultime 6 si qualificano per il girone retrocessione, con entrambi che giocano gare di andata e ritorno.
La vincente del girone scudetto è campione del Libano e si qualifica per la AFC Challenge League 2024-2025. Le ultime due classificate del girone retrocessione sono invece retrocesse in seconda divisione.

## Squadre partecipanti
| Club           | Città    | Stagione precedente    |
| -------------- | -------- | ---------------------- |
| Al-Ahed        | Beirut   | Campione del Libano    |
| Ahly Nabatiye  | Nabatiye | Seconda Divisione      |
| Ansar          | Beirut   | 3° in Prima Divisione  |
| Bourj          | Beirut   | 5° in Prima Divisione  |
| Chabab Ghazieh | Sidone   | 6° in Prima Divisione  |
| Nejmeh         | Beirut   | 2° in Prima Divisione  |
| Racing Beirut  | Beirut   | Seconda Divisione      |
| Safa           | Beirut   | 10° in Prima Divisione |
| Sagesse        | Beirut   | 9° in Prima Divisione  |
| Shabab Sahel   | Beirut   | 4° in Prima Divisione  |
| Tadamon Tiro   | Tiro     | 7° in Prima Divisione  |
| Tripoli        | Tripoli  | 8° in Prima Divisione  |

## Stagione regolare
|  | Pos. | Squadra        | Pt | G  | V | N | P | GF | GS | DR  |
|  | ---- | -------------- | -- | -- | - | - | - | -- | -- | --- |
|  | 1.   | Nejmeh         | 28 | 11 | 9 | 1 | 1 | 25 | 11 | +14 |
|  | 2.   | Al-Ahed        | 28 | 11 | 9 | 1 | 1 | 31 | 6  | +25 |
|  | 3.   | Bourj          | 21 | 11 | 6 | 3 | 2 | 17 | 11 | +6  |
|  | 4.   | Ansar          | 20 | 11 | 5 | 5 | 1 | 20 | 13 | +7  |
|  | 5.   | Safa           | 17 | 11 | 4 | 5 | 2 | 22 | 17 | +5  |
|  | 6.   | Racing Beirut  | 15 | 11 | 3 | 6 | 2 | 19 | 19 | 0   |
|  | 7.   | Shabab Sahel   | 14 | 11 | 3 | 5 | 3 | 11 | 15 | -4  |
|  | 8.   | Tripoli        | 12 | 11 | 3 | 3 | 5 | 11 | 13 | -2  |
|  | 9.   | Sagesse        | 7  | 11 | 2 | 1 | 8 | 9  | 18 | -9  |
|  | 10.  | Ahly Nabatiye  | 6  | 11 | 0 | 6 | 5 | 5  | 15 | -10 |
|  | 11.  | Tadamon Tiro   | 5  | 11 | 1 | 2 | 8 | 5  | 16 | -11 |
|  | 12.  | Chabab Ghazieh | 5  | 11 | 1 | 2 | 8 | 5  | 26 | -21 |

Legenda:
      Ammesse alla Poule scudetto
      Ammesse alla Poule retrocessione
Note:

Tre punti a vittoria, uno a pareggio, zero a sconfitta.
In caso di arrivo di due o più squadre a pari punti, la graduatoria verrà stilata secondo la classifica avulsa tra le squadre interessate che prevede, in ordine, i seguenti criteri:
- Punti generali
- Differenza reti generale
- Reti realizzate in generale
- Partite vinte in generale
- Partite vinte in trasferta
- Punti negli scontri diretti
- Differenza reti negli scontri diretti
- Differenza reti generale
- Sorteggi

## Gruppo scudetto
|                   | Pos. | Squadra       | Pt | G  | V  | N  | P  | GF | GS | DR  |
| ----------------- | ---- | ------------- | -- | -- | -- | -- | -- | -- | -- | --- |
| Libano (bandiera) | 1.   | Nejmeh        | 46 | 26 | 19 | 3  | 4  | 44 | 20 | +24 |
|                   | 2.   | Ansar         | 45 | 26 | 16 | 7  | 3  | 55 | 24 | +31 |
|                   | 3.   | Al-Ahed       | 36 | 26 | 15 | 5  | 6  | 54 | 22 | +32 |
|                   | 4.   | Safa          | 26 | 26 | 8  | 10 | 8  | 35 | 38 | -3  |
|                   | 5.   | Bourj         | 25 | 26 | 9  | 8  | 9  | 26 | 32 | -6  |
|                   | 6.   | Racing Beirut | 12 | 26 | 3  | 10 | 13 | 29 | 50 | -21 |

Legenda:

      Campione del Libano e ammessa alla AFC Challenge League 2024-25

Note:
Tre punti a vittoria, uno a pareggio, zero a sconfitta.

## Gruppo retrocessione

### Classifica finale
|  | Pos. | Squadra        | Pt | G  | V  | N  | P  | GF | GS | DR  |
|  | ---- | -------------- | -- | -- | -- | -- | -- | -- | -- | --- |
|  | 7.   | Shabab Sahel   | 32 | 26 | 10 | 9  | 7  | 30 | 23 | +7  |
|  | 8.   | Tadamon Tiro   | 26 | 26 | 7  | 7  | 12 | 16 | 28 | -12 |
|  | 9.   | Sagesse        | 24 | 26 | 7  | 6  | 13 | 21 | 30 | -9  |
|  | 10.  | Chabab Ghazieh | 23 | 26 | 6  | 7  | 13 | 22 | 41 | -19 |
|  | 11.  | Ahly Nabatiye  | 22 | 26 | 5  | 10 | 11 | 16 | 32 | -16 |
|  | 12.  | Tripoli        | 21 | 26 | 7  | 6  | 13 | 21 | 29 | -8  |

Legenda:
      Retrocessa in Seconda Divisione 2024-2025
Note:

Tre punti a vittoria, uno a pareggio, zero a sconfitta.